# Societat de Maria (Maristes)
La Societat de Maria, en llatí Societas Mariae, és un institut religiós de dret pontifici, una congregació clerical. Els clergues que en formen part, anomenats popularment Maristes o Pares Maristes posposen al seu nom les sigles S.M.. No s'han de confondre amb els Germans Maristes de les Escoles ni amb els marianistes, fundada per Guillaume-Joseph Chaminade. Els Pares Maristes es dediquen a les missions populars, sobretot en zones rurals, i a l'evangelització en terres de missió, a l'ensenyament i al ministeri parroquial. En acabar 2005, la congregació tenia 1.132 religiosos (937 preveres) en 202 cases. Són a Europa (Bèlgica, França, Alemanya, Irlanda, Itàlia, Noruega, Països Baixos, Regne Unit, Rússia, Espanya), Amèrica (Bolívia, Canadà, Mèxic, Perú, Estats Units, Veneçuela), Àfrica (Camerun, Senegal), Àsia (Japó, Israel, Filipines, Tailàndia) i Oceania (Austràlia, Illes Cook, Fidji, Nova Caledònia, Nova Zelanda, Papua Nova Guinea, Salomó, Samoa, Tonga, Tuvalu, Vanuatu, Wallis i Futuna).

## Història
La idea de la fundació era la de crear un institut que lluités contra la impietat i la indiferència envers el cristianisme, com havia fet la Companyia de Jesús segles abans, però amb l'esperit d'humilitat de Maria de Natzaret. La iniciativa data de 1814, per un seminarista de Saint-Irénée de Lió, Jean-Claude Courville. Va demanar l'ajut d'altres, i el 23 de juliol de 1816, i al santuari de Notre-Dame de Fourvière, dotze seminaristes que havien estat ordenats preveres el dia d'abans, van fer vots per consagrar-se a la Mare de Déu i formar una família religiosa.
El projecte comprenia una congregació de religiosos laics dedicats a l'ensenayament (els Germanets de Maria o Germans Maristes, que fundà Marcellin Champagnat), una de germanes i una de preveres, que fou portada a terme per Jean-Claude Colin (1790-1875) i que seria la Societat de Maria. Els seus membres havien d'estar sempre a disposició de l'Església i disposats a fer qualsevol tasca que necessités, amb esperit d'humilitat, imitant el de Maria.
La congregació de clergues va rebre una carta de suport de Pius VII el 9 de març de 1822. Durant els primers anys, els pares maristes formaven part del clergat diocesà; el 1825 formaren les primeres missions per a la predicació i l'apostolat a zones rurals de la diòcesi de Belley, mentre que d'altres vivien en comunitat a L'Hermitage de Saint-Chamond, seu dels Germanets de Maria.
En 1833 Colin anà a Roma per demanar l'aprovació de la congregació, però només l'obtingué quan els pares es comprometeren a fer missions d'evangelització a Oceania. Gregori XVI emité el breu Omium gentium d'aprovació el 29 d'abril de 1836; el 24 de setembre del mateix any se celebrà l'ordenació dels vint primers pares maristes. En 1841 Pierre Chanel esdevingué el primer màrtir de la congregación, en ésser mort a Wallis i Futuna.
Les constitucions religioses de la Societat de Maria foren aprovades per la Santa Seu el 28 de febrer de 1873.